# Église Saint-Michel de Saint-Michel-l'Observatoire
La chapelle Notre-Dame est une chapelle située à Saint-Michel-l'Observatoire, en France.

## Localisation
La chapelle, ancienne église paroissiale, est située sur la commune de Saint-Michel-l'Observatoire, dans le département français des Alpes-de-Haute-Provence.

## Historique
L'édifice est classé au titre des monuments historiques en 1942.